# Бедово
Бедово — деревня в Московской области России. Входит в городской округ Солнечногорск. Население — 4 чел. (2010).

## География
Деревня Бедово расположена на севере Московской области, в северной части округа, примерно в 9,5 км к северо-востоку от центра города Солнечногорска. Ближайшие населённые пункты — деревни Вельево, Мерзлово и Новое.

## Население
| 1859 | 1890 | 1899 | 1926 | 1966 | 1994 | 2002 |
| ---- | ---- | ---- | ---- | ---- | ---- | ---- |
| 91   | ↘58  | ↗68  | ↗85  | ↘27  | ↘2   | ↗4   |
| 2010 |      |      |      |      |      |      |
| →4   |      |      |      |      |      |      |

## История
В «Списке населённых мест» 1862 года — владельческое сельцо 1-го стана Клинского уезда Московской губернии по левую сторону Санкт-Петербурго-Московского шоссе, в 28 верстах от уездного города, при пруде и колодцах, с 14 дворами и 91 жителем (50 мужчин, 41 женщина).
По данным на 1890 год — деревня Солнечногорской волости Клинского уезда с 58 душами населения, в 1899 году — деревня Вертлинской волости Клинского уезда, проживало 68 жителей.
В 1913 году — 15 дворов.
По материалам Всесоюзной переписи населения 1926 года — деревня Носовского сельсовета Вертлинской волости Клинского уезда в 2,7 км от Солнечной Горы и 11,7 км от станции Подсолнечная Октябрьской железной дороги, проживало 85 жителей (37 мужчин, 48 женщин), насчитывалось 19 хозяйств, среди которых 18 крестьянских.
С 1929 года — населённый пункт в составе Солнечногорского района Московского округа Московской области. Постановлением ЦИК и СНК от 23 июля 1930 года округа как административно-территориальные единицы были ликвидированы.
1929—1954 гг. — деревня Мерзловского сельсовета Солнечногорского района.
1954—1957, 1960—1963, 1965—1967, 1976—1994 гг. — деревня Вертлинского сельсовета Солнечногорского района.
1957—1960 гг. — деревня Вертлинского сельсовета Химкинского района.
1963—1965 гг. — деревня Вертлинского сельсовета Солнечногорского укрупнённого сельского района.
1967—1976 гг. — деревня Таракановского сельсовета Солнечногорского района.
С 1994 до 2006 гг. деревня входила в Вертлинский сельский округ Солнечногорского района.
С 2005 до 2019 гг. деревня включалась в городское поселение Солнечногорск Солнечногорского муниципального района.
С 2019 года деревня входит в городской округ Солнечногорск.